# Rhyacia banghaasi
Rhyacia banghaasi là một loài bướm đêm trong họ Noctuidae.